# City of Glenorchy
City of Glenorchy is een Local Government Area (LGA) in Australië in de staat Tasmanië. City of Glenorchy telt 44.250 inwoners. De hoofdplaats is Glenorchy.
De noordelijkste plaats in de LGA is Granton.